# Инцидент с Boeing 737 над Портлендом
Инцидент с Boeing 737 над Портлендом — авиационный инцидент, произошедший в пятницу 5 января 2024 года. Авиалайнер Boeing 737 MAX 9 авиакомпании Alaska Airlines выполнял регулярный внутренний рейс AS1282 по маршруту Портленд—Онтэрио, но вскоре после взлета из Портленда у него вылетела дверная заглушка — часть фюзеляжа, которая используется в качестве аварийного выхода, что привело к неконтролируемой декомпрессии. После произошедшего самолёт вернулся в Портленд. Никто из 177 человек (171 пассажир и шесть членов экипажа) не пострадал.

## Самолёт
Сравнение 737 MAX 9
Boeing 737 MAX 9 с бортовым номером N704AL и серийным 67501 совершил свой первый полёт 15 октября 2023 года, был доставлен авиакомпании Alaska Airlines 31 октября и поступил в эксплуатацию 11 ноября. На момент инцидента совершил 145 рейсов.
MAX 9 оснащён двумя дополнительными аварийными выходами, расположенными за крылом. Самолётам с плотной компоновкой пассажирского салона, таким как MAX 9, эксплуатируемым авиакомпаниями Lion Air (220 посадочных мест) и Corendon Dutch Airlines (213 посадочных мест), требуются дополнительные аварийные выходы и эвакуационные трапы в соответствии с правилами эвакуации. На самолётах с менее плотной компоновкой, которые эксплуатируются авиакомпаниями Alaska Airlines (178 посадочных мест) и United Airlines (179 посадочных мест), дополнительные выходы не требуются, а на их месте устанавливаются заглушки. Изнутри заглушки ничем не отличаются от обычных иллюминаторов.
Фюзеляж и заглушка изготовлены компанией Spirit AeroSystems в Уичито, штат Канзас, а затем были отправлены поездом для окончательной сборки на заводе Boeing в Рентоне.

## Происшествие
Рейс 1282 вылетел из международного аэропорта Портленда 5 января 2024 года в 17:07 PST. На борту самолета находились шесть членов экипажа и 171 пассажир. Примерно через шесть минут после взлёта установленная на заводе дверная заглушка отделилась от фюзеляжа самолёта, вызвав неконтролируемую декомпрессию. В салоне выпали кислородные маски. По сообщениям, на сиденье 26А, которое находилось непосредственно рядом с заглушкой, никого не было. Три пассажира получили незначительные травмы, им потребовалась медицинская помощь, а некоторые вещи пассажиров оказались высосаны из самолёта.
Во время инцидента самолёт находился на высоте около 4900 метров. Пилоты совершили экстренное снижение до 3000 метров и вернулись в Портленд, успешно совершив аварийную посадку в 17:27.

## Последствия

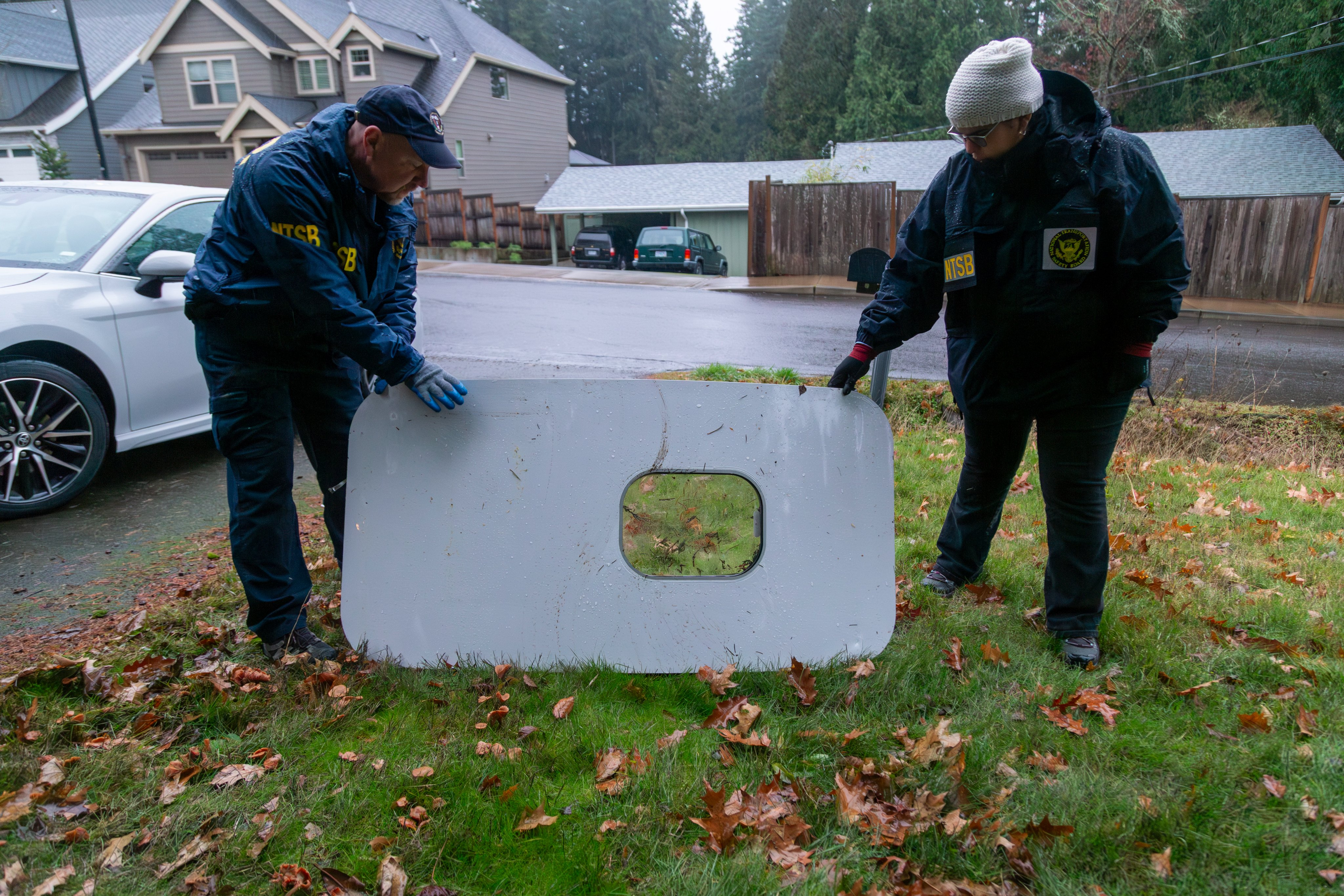
Найденная на земле заглушка

Авиакомпания Alaska Airlines первоначально вывела из эксплуатации все свои 65 самолётов модели 737 MAX 9, хотя уже на следующий день вернула в эксплуатацию 18 из них после того, как установила, что у этих бортов уже были проверены заглушки «в рамках недавнего технического обслуживания». Позже, 6 января, Федеральное управление гражданской авиации (FAA) выпустило экстренную директиву лётной годности (EAD), которая требовала, чтобы все самолёты Boeing 737 MAX 9 с установленной заглушкой были выведены из эксплуатации до проведения необходимой проверки и, при необходимости, ремонта. Впоследствии авиакомпания Alaska Airlines вновь вывела из эксплуатации 18 самолётов. Несколько авиакомпаний, эксплуатирующих MAX 9, также приостановили их эксплуатацию, включая United Airlines, Turkish Airlines, Copa Airlines и Lion Air. Авиакомпания Alaska Airlines заявила 7 января, что были отменены 163 рейса (21 %), что затронуло примерно 23 тысячи пассажиров. United Airlines вывела из эксплуатации 79 самолётов и заявила, что отменила 230 рейсов, или 8 % от запланированных вылетов.
7 января Европейское агентство безопасности полётов (EASA) утвердило директиву FAA, хотя и заявило, что ни одна авиакомпания в его юрисдикции в настоящее время не эксплуатирует самолеты MAX 9 с заглушками.
Оторвавшаяся часть была обнаружена на заднем дворе дома в районе Сидар-Хиллз штата Орегон.

## Расследование
Национальный совет по безопасности на транспорте (NTSB) и Федеральное управление гражданской авиации (FAA) начали расследование причин инцидента при участии компании-производителя самолёта Boeing.